# 1994年冬季残疾人奥林匹克运动会瑞典代表团
1994年冬季残疾人奥林匹克运动会瑞典代表团是瑞典派出的1994年冬季残疾人奥林匹克运动会代表团。获得3枚金牌、3枚银牌和2枚铜牌。